# 克賴斯特徹奇 (英國國會選區)
克賴斯特徹奇（英語：Christchurch），英國國會一郡選區，位於英格蘭西南部多塞特郡東南部，包括克賴斯特徹奇全部和東多塞特東南部九個地方選區。
創設於1572年，1832年前應選兩席，1918年被撤，1983年恢復以來多數支持保守黨。2010年大選中自1997年以來任當區議員的克里斯多福·喬普以56.4%選票成功連任。